# Albero V di Kuenring-Dürnstein
Albero V di Kuenring-Dürnstein (1215 circa – 8 gennaio 1260) fu un ministeriale nel ducato d'Austria della stirpe dei Kuenringer.

## Biografia
Albero V, citato per la prima volta in un documento nel 1240, nacque probabilmente tra il 1210 e il 1215, figlio maggiore di Hadmar III, soprannominato il cane di Kuenring. Dopo che i figli di suo zio Enrico III morirono senza eredi, continuò la tradizione di famiglia insieme al fratello Enrico IV secondo cui i punti focali di interesse della stirpe furono divisi tra i fratelli: Albero ottenne Dürnstein con i possedimenti sul Danubio e nella Wachau oltre ai paesi di Zwettl e Zistersdorf. Da quel momento in poi, la linea collaterale fu chiamata "Kuenring-Dürnstein". Il punto focale di Enrico divenne invece il Waldviertel settentrionale con il centro a Weitra. Da quel momento in poi, la linea collaterale fu chiamata "Kuenring-Weitra". Dal 1250 circa si parla della linea collaterale di Dürnstein e di una linea collaterale di Weitra-Seefeld. Tuttavia, non c'era mai una vera e propria divisione, ma un membro di lignaggio di solito prendeva il ruolo di capo della stirpe.
Nel corso del XIII secolo, i Kuenringer si erano trasformati da ministeriali del sovrano a ministeriali del paese (ministeriales Austriae), che erano i garanti della continuità del paese. Albero e suo fratello Enrico stabilirono stretti rapporti con la nobiltà stiriana e morava e, come signori territoriali (Landesherr), appartenevano alla classe dirigente aristocratica del paese.
Dopo la morte dell'ultimo duca Babenberg, Federico II il Litigioso, nella battaglia del fiume Leita del 1246, Albero V si definì “capitano d'Austria” (capitaneus Austriae). Quando nel 1251 il principe ereditario boemo della stirpe Přemyslide Ottocaro II fu portato nel paese come sovrano, aveva bisogno dei signori territoriali per regnare, e trovò nei Kuenringer uno dei suoi più potenti sostenitori. Sposando Gertrude di Wildon nel 1249, entrò in possesso delle fortezze superiori di Riegersburg e di Ziegersberg, Gutenberg e Weiz.
Albero era il più importante dei coppieri (Schenk) e, essendo il più anziano della stirpe, si occupava degli affari austriaci.
Dopo la morte di Albero nel 1260, suo fratello Enrico assunse la guida della stirpe dei Kuenringer. Il figlio maggiore di Albero, Leutold I, sarebbe diventato il più importante dei Kuenringer.

## Famiglia e figli
Egli sposò bel 1249 Gertrude di Wildon ed essi ebbero tre figli:
- Leutold I (1243-18 luglio 1312);
- Albero VI (1244/45-1278), senza figli;

- Enrico IV (VI) (1252-31 gennaio 1286), che sposò in prime nozze 1276 Alheid di Feldsberg († 1284) e in seconde nozze 1285 Caterina di Neuhaus, ma non ebbe figli.